# 정두원
정두원(鄭斗源, 1581년 ~ ?)은 조선의 문신으로, 호는 호정(壺亭), 본관은 광주(光州)이다.

## 생애
1616년(광해군 8년)에 문과에 급제하였으며, 1623년(인조 1년) 성천부사(成川府使)가 되었다. 이듬해 관향사(管餉使)로 모문룡에게 군량을 조달했다. 정묘호란 때 전향사(轉餉使)가 되어 임진강의 군량 수송을 맡았다.
1630년(인조 8년), 진주사(陳奏使)로 명나라에 가서 이듬해 귀국할 때 홍이포(紅夷砲)·천리경(千里鏡)·자명종(自鳴鍾) 등 서양 기계와 《천문서》, 《직방외기(職方外記)》, 《서양풍속기(西洋風俗記)》 등 서적을 가지고 왔다. 정두원은 이탈리아 사람 로드리게스로부터 한역(漢譯) 과학서적과 기구 등을 가져왔다.:306

## 같이 보기
- 한국의 기독교